# Шубина, Людмила Егоровна
Людмила Егоровна Шубина (9 октября 1948, Казань, Татарская АССР, РСФСР, СССР) — советская гандболистка, заслуженный мастер спорта СССР (1976), олимпийский чемпион (1976), призёр чемпионатов мира (1973 и 1975), президент гандбольного клуба «Гарабаг», Заслуженный деятель физкультуры и спорта Азербайджанской Республики (2006).

## Биография
Выступала за гандбольные клубы «Труд» (Казань), «Калининец» (Свердловск), «Спартак» (Баку). В состав сборной команды СССР входила в 1970—1976 годах. Чемпионка Олимпийских игр 1976. Серебряный призёр чемпионата мира 1975, бронзовый призёр ЧМ 1973.
Окончила Азербайджанский институт физической культуры в 1977 году.
В 1990 году также выступала в футболе за клуб «Бакинка» в первом розыгрыше чемпионата СССР, стала автором 11 голов.
Работала тренером женской сборной Азербайджана по гандболу, главным тренером клуба «Гарадаг-Цемент-Спартака». Награждена медалью «За трудовое отличие».
В октябре 2002 года указом президента Азербайджана Гейдара Алиева Шубиной была назначена президентская специальная олимпийская стипендия. В декабре этого же года Шубина была награждена орденом «Слава».
В 2006 году Шубина перенесла инсульт. В декабре этого же года указом президента Азербайджана Ильхама Алиева Шубиной было присвоено звание Заслуженного деятеля физкультуры и спорта Азербайджанской Республики.